# Fiume Dawei
Il fiume Dawei o fiume Tavoy (birmano: ထားဝယ်မြစ်) è un fiume della regione di Tanintharyi, in Birmania.

## Geografia
Ha la sua sorgente nei monti del Tenasserim  e scorre da nord a sud, il ramo settentrionale del fiume Tenasserim  corre parallelo ad esso. Termina nella costa del Mare delle Andamane. Nell'ultimo tratto del suo corso forma un estuario navigabile prima di incontrare il mare. Fuori dalla riva ci sono una serie di piccole isole sul lato occidentale dell'area dell'estuario. 
La città di Dawei (Tavoy) si trova alla testa dell'estuario vicino al fiume a una distanza di circa 40 km dalla sua foce.  Il fiume è lungo 193,121 km.